# Ист Радерфорд (Њу Џерзи)
Ист Радерфорд (енгл. East Rutherford) град је у америчкој савезној држави Њу Џерзи.

## Демографија
По попису из 2010. године број становника је 8.913, што је 197 (2,3%) становника више него 2000. године.
| Група             | 2000.         | 2010.         |
| Белци             | 6.410 (73,5%) | 5.616 (63,0%) |
| Афроамериканци    | 324 (3,7%)    | 401 (4,5%)    |
| Азијати           | 932 (10,7%)   | 1.242 (13,9%) |
| Хиспаноамериканци | 928 (10,6%)   | 1.563 (17,5%) |
| Укупно            | 8.716         | 8.913         |